# Fernsehshow
Eine Fernsehshow (auch Fernseh-Show) ist eine meistens vor Publikum aufgenommene Unterhaltungssendung im Fernsehen, deren Moderator bei großen Fernsehshows Showmaster genannt wird. Bekannte Unterformen sind Gerichtsshows, Castingshows, Spielshows (u. a. Quizsendungen), Talkshows, Late-Night-Shows sowie Rankingshows.

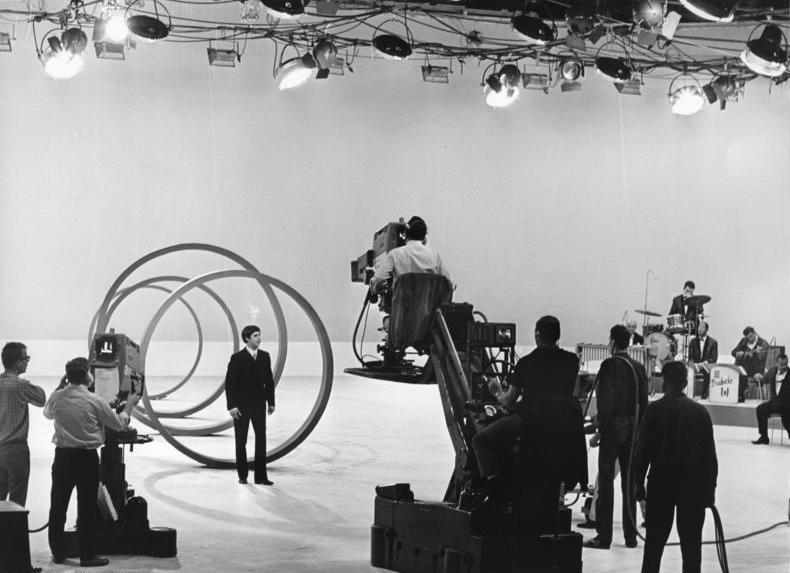
Proben für eine Fernsehshow im Jahre 1967

Die erfolgreichste Show in Europa war über Jahre die deutsche Produktion Wetten, dass..?. Die erste Fernsehshow im deutschen Fernsehen wurde bereits – einen Tag nach dem offiziellen Fernsehstart des NWDR – am Abend des 26. Dezembers 1952 ausgestrahlt: in der Sendung Eine nette Bescherung traten unter anderem Peter Frankenfeld, Cornelia Froboess, Ilse Werner, Friedel Hensch und die Cyprys, Alice Treff und Helmut Zacharias auf.

## Bekannte Fernsehshows

### Deutschland
- Wetten, dass..? moderiert von Frank Elstner, Thomas Gottschalk, Wolfgang Lippert sowie Markus Lanz (1981–2014, 2021–2023)
- Zum Blauen Bock mit Heinz Schenk (1957–1987)
- Rudi Carrell Show mit Rudi Carrell (1965–1973)
- Wünsch Dir was mit Dietmar Schönherr und Vivi Bach (1969–1972)
- Je später der Abend mit Dietmar Schönherr (1973)
- Am laufenden Band mit Rudi Carrell (1974–1979)
- Die verflixte 7 mit Rudi Carrell (1984–1987)
- Der heiße Draht mit Joachim Fuchsberger (1973–1975)
- Auf Los geht’s los mit Joachim Fuchsberger (1977–1986)
- Dalli Dalli mit Hans Rosenthal (1971–1986)
- Verstehen Sie Spaß? nacheinander moderiert von Paola und Kurt Felix, Harald Schmidt, Dieter Hallervorden, Cherno Jobatey, Frank Elstner, Guido Cantz sowie Barbara Schöneberger (seit 1980)
- Was bin ich? mit Robert Lembke (1955–1958 u. 1961–1989)
- Tick-Tack-Quiz mit Fritz Benscher (1958–1967)
- Der goldene Schuss mit Lou van Burg und Vico Torriani (1964–1970)
- Der große Preis mit Wim Thoelke (1974–1993), nach Neuauflage mit Hans-Joachim Kulenkampff (2002–2003)
- Die Pyramide, mit Dieter Thomas Heck (1979–1994)
- Einer wird gewinnen mit Hans-Joachim Kulenkampff (1964–1966, 1968–1969, 1979–1987, 1998, 2014)
- Musik ist Trumpf mit Peter Frankenfeld, später Harald Juhnke (1975–1981)
- Sing mit mir, spiel mit mir mit Lou van Burg
- Starparade mit Rainer Holbe (1968–1980)
- Vier gegen Willi mit Mike Krüger (1986–1989)
- Hotel Victoria mit Vico Torriani (1961–1968)
- Deutschland sucht den Superstar mit wechselnden Juroren (seit 2002)
- Herzblatt mit Rudi Carrell, später Rainhard Fendrich (1987–2005)
- Zimmer frei! mit Götz Alsmann und Christine Westermann (1996–2016)
- Peter Alexander Show mit Peter Alexander (1969–1987 ZDF/ORF, 1991–1995 ORF)
- Das Supertalent mit wechselnden Juroren (seit 2007)
- Zwischenmahlzeit mit Gisela Schlüter von Hans Hubberten (1963–1982)
- Wer wird Millionär? mit Günther Jauch (seit 1999)
- Die ultimative Chartshow mit Oliver Geissen (seit 2003)
- TV Total mit Stefan Raab (1999–2015), seit 2021 mit Sebastian Pufpaff
- The Voice of Germany mit wechselnden Juroren (seit 2011)
- The Masked Singer mit Matthias Opdenhövel (seit 2019)
- Musikantenstadl, 1981–2015; seit 1983 in Deutschland
- Du gewinnst hier nicht die Million bei Stefan Raab, seit 2024

### Schweiz
Die bekanntesten Shows in der Schweiz waren die im Rahmen der Eurovision produzierten "Wetten, dass...?" und "Rudi Carrell Show". Eigenständige Schweizer TV-Produktionen sind die von Mäni Weber moderierten „Wär gwünnt?“ und „Dopplet oder nüt“, die in den 1970er Jahren regelrechte Straßenfeger waren. Weitere bekannte Formate der 1980er sind Tell-Star und Teleboy. Die bekannteste TV-Show der Schweiz war das von Beni Thurnheer moderierte Benissimo, das seit den 1990er Jahren produziert wird. Ende 2012 wurde die Sendung abgesetzt. 2007 wurde die Sendung Happy Day eingeführt, in der Menschen überrascht werden.